# Руелія
Руелія (Ruellia) — рід квіткових рослин родини Акантові. За даними сайту The Plant List рід налічує 269 видів. Названа на честь французького середньовічного ботаніка Жана Рюеля (1474—1532).
Окрім численних колишніх незалежних родів, які сьогодні вважаються синонімами Руелії, до Руелії часто включають відокремлені роди Blechum, Eusiphon, Polylychnis та Ulleria. Однак Acanthopale вважається окремим родом.
Руелії — популярні декоративні рослини. Деякі використовуються як лікарські рослини, але багато з них відомі або підозрюються в тому, що вони отруйні. Їх листя є їжею для гусениць кількох лускокрилих (метеликів і молі) і таких як личинки смугастого павича (Anartia fatima). Німфаліни використовують руелію як рослину-господаря.